# Terranjou
Terranjou é uma comuna francesa na região administrativa da Pays de la Loire, no departamento de Maine-et-Loire. Estende-se por uma área de 57,05 km². Em 2010 a comuna tinha 4 062 habitantes (densidade: 71,2 hab./km²).
A municipalidade foi estabelecida em 1 de janeiro de 2017 e consiste na fusão das antigas comunas de Chavagnes , Martigné-Briand e Notre-Dame-d'Allençon.